# Lycée Lapérouse (Albi)
Pour les articles homonymes, voir Lycée Lapérouse et Lapérouse (homonymie).
 (mai 2020).
Si vous disposez d'ouvrages ou d'articles de référence ou si vous connaissez des sites web de qualité traitant du thème abordé ici, merci de compléter l'article en donnant les références utiles à sa vérifiabilité et en les liant à la section « Notes et références ».
Le lycée Lapérouse est le plus ancien établissement d’enseignement secondaire de la Ville d’Albi et du département du Tarn. Longtemps collège et lycée, il a maintenant fonction de lycée général, accueillant des CPGE scientifiques. Son nom lui a été donné d’après Jean-François de La Pérouse, né à proximité d'Albi, et ancien élève du collège antérieur au lycée.

## Histoire
Un collège de jésuites s’installe à l'emplacement actuel en 1623, sur des terrains intra-muros cédés par les consuls, à la limite des remparts de la ville (les Lices). De cette époque subsiste l'ancienne chapelle, construite à partir de 1630. Les marins Henri-Pascal de Rochegude et Jean-François de Lapérouse furent élèves du collège jésuite au XVIIIe siècle. 
La Révolution transforme le collège jésuite en collège communal, inauguré en 1796 et dénommé École Centrale. Le Second Empire décide d'en faire un Lycée Impérial en 1862. La plupart des bâtiments actuels sont construits à cette époque-là. L’inauguration par Victor Duruy, ministre de Napoléon III, a lieu en 1867. Jean Jaurès y enseigne la philosophie à ses premiers élèves durant deux années scolaires, de 1881 à 1883. La philosophie y a ensuite d'autres enseignants notables : Georges Canguilhem en 1931, Pierre Rieucau de 1953 à 1985. 
Le lycée Lapérouse a eu des élèves célèbres. Georges Pompidou, futur Premier ministre et président de la République, y fit ses études de 1918 à 1928. Pierre Mondy, Paul Guth y firent leurs études jusqu'au baccalauréat. Thierry Carcenac, président du Conseil Général du Tarn, Philippe Bonnecarrère, ancien Maire d'Albi, ont également été élèves au lycée. 
L’ancienne chapelle du XVIIe siècle est inscrite au titre des monuments historiques par arrêté du 9 décembre 1957 et, dans les années 1990, elle est réaménagée pour accueillir sur trois niveaux un auditorium, une médiathèque et une salle informatique. Les classes de collège sont déplacées au collège Jean Jaurès nouvellement construit, de sorte que l'établissement Lapérouse se recentre sur les classes de lycée et s'ouvre aux classes préparatoires.

## Enseignement
Le lycée Lapérouse accueille des élèves des séries générales S, L et ES ainsi que deux filières de CPGE scientifiques (PC et PSI). Le lycée compte actuellement plus de 650 élèves et une soixantaine de professeurs. 
Le lycée Lapérouse est également le seul lycée du Tarn proposant l'enseignement de la musique, en option ou en spécialité. 